# The George Benson Cookbook
Albums de George Benson
It's Uptown
(1966) Giblet Gravy
(1968)
The George Benson Cookbook est le troisième album studio du guitariste jazz/soul américain George Benson, sorti en 1967 chez Columbia Records. C'est le second album de Benson produit par John Hammond.

## Liste des titres
| 1. | The Cooker   |                              | 4:18 |
| 2. | Benny's Back |                              | 4:10 |
| 3. | Bossa Rocka  |                              | 4:20 |
| 4. | All of Me    | Gerald Marks, Seymour Simons | 2:08 |
| 5. | Big Fat Lady |                              | 4:40 |

| Face B | Face B                     | Face B        | Face B | Face B | Face B | Face B | Face B | Face B | Face B |
| No     | Titre                      | Auteur        | Durée  |        |        |        |        |        |        |
| ------ | -------------------------- | ------------- | ------ | ------ | ------ | ------ | ------ | ------ | ------ |
| 6.     | Benson's Rider             |               | 5:30   |        |        |        |        |        |        |
| 7.     | Ready and Able             | Jimmy Smith   | 3:32   |        |        |        |        |        |        |
| 8.     | The Borgia Stick           |               | 3:05   |        |        |        |        |        |        |
| 9.     | Return of the Prodigal Son | Harold Ousley | 2:34   |        |        |        |        |        |        |
| 10.    | Jumpin' with Symphony Sid  | Lester Young  | 6:33   |        |        |        |        |        |        |
| 40:50  |                            |               |        |        |        |        |        |        |        |

## Musiciens
The George Benson Quartet
- George Benson – guitare, chant (All of Me)
- Ronnie Cuber – saxophone baryton
- Lonnie Smith – orgue
- Jimmy Lovelace (en) – batterie

Autres musiciens
- Bennie Green – trombone
- Albert Winston – basse
- Paul H. Brown (en) - basse (non crédité sur l'album)
- Marion Booker, Jr. – batterie